# Pauletta Foppa
Pauletta Foppa (Amilly, 22 de diciembre del 2000) es una jugadora de balonmano francesa que juega de pívot en el Brest Bretagne Handball. Es internacional con la selección femenina de balonmano de Francia.

## Palmarés

### Selección francesa
| Juegos Olímpicos   | Juegos Olímpicos            | Juegos Olímpicos | Juegos Olímpicos |
| Año                | Lugar                       | Medalla          |                  |
| ------------------ | --------------------------- | ---------------- | ---------------- |
| 2020               | Tokio                       | Medalla de oro   |                  |
| 2024               | París                       | Medalla de plata |                  |
| Campeonato Mundial |                             |                  |                  |
| Año                | Lugar                       | Medalla          |                  |
| 2021               | España                      | Medalla de plata |                  |
| 2023               | Dinamarca, Noruega y Suecia | Medalla de oro   |                  |
| Campeonato Europeo |                             |                  |                  |
| Año                | Lugar                       | Medalla          |                  |
| 2018               | Francia                     | Medalla de oro   |                  |
| 2020               | Dinamarca                   | Medalla de plata |                  |

### Brest Bretagne Handball
- Liga de Francia de balonmano femenino (1): 2021
- Copa de Francia de balonmano femenino (1): 2021

### Reconocimientos individuales
- Mejor pívot de los Juegos Olímpicos de Tokio 2020[2]
- Mejor pívot de la Liga de Campeones de la EHF femenina 2020-21[3]
- Mejor jugadora joven de la Liga de Campeones de la EHF femenina 2021-22[4]

## Clubes
| Club                    | País    | Año         |
| ----------------------- | ------- | ----------- |
| Brest Bretagne Handball | Francia | 2018 - Act. |